# Ellen von Platen
Ellen Louise von Platen, född 9 november 1869 i Stockholm, död där 2 juli 1955, var en svensk författare, kvinnorättskämpe och socialpolitiker.

## Biografi
von Platen föddes 1869 i Stockholm. Hon var dotter till friherre Ludvig von Platen (1824–1904) och hans hustru Hélène Erskine. Hon gick i skola i Stockholm och i Schweiz och började under tidigt 1890-tal att intressera sig för sociala frågor.
 Hon var bland annat biträdande sekreterare i Föreningen för Välgörenhetens Ordnande (FVO) 1893 till 1895 och föredragande sekreterare mellan 1897 och 1901. Mellan 1895 och 1897 var hon i London för att ta del av och lära sig av hur den sociala hjälpverksamheten var anordnad i stadens fattiga kvarter. Där började hon även intressera sig för kvinnorörelsen. För FVO besökte hon även USA, Indien, Kina och Japan.
Mellan 1898 och 1914 representerade hon FVO i Svenska Kvinnors Nationalförbund, och som svensk representant deltog hon vid Internationella Kvinnoförbundets kongresser, bland annat 1911 i London och 1914 i Rom. 1910 var hon ombud vid Allmänna valmansförbundet. Under andra hälften av 1910-talet vistades hon i Ostpreussen, Österrike, Ungern, Turkiet och Bulgarien, där hon besökte sjukhus och fångläger. 1915 tog hon initiativ till Schwedenfond für Ostpreussenhilfe, Svenska fonden för Ostpreussenhjälp. Hon skildrade sina upplevelser i boken Härjat och bärgat. Efter första världskrigets slut bistod hon behövande i Wien och Berlin samt besökte Ruhrområdet under Franska ockupationen 1923.
1931–1933 var hon vice ordförande i Svenska Kvinnors Nationalförbund. 1939 gav hon ut sina memoarer, Ensam genom livet. 1916 blev hon medlem av Nya Idun och 1934 mottog hon Serafimerorden.